# Liste der Kulturgüter in Siglistorf
Die Liste der Kulturgüter in Siglistorf enthält alle Objekte in der Gemeinde Siglistorf im Kanton Aargau, die gemäss der Haager Konvention zum Schutz von Kulturgut bei bewaffneten Konflikten, dem Bundesgesetz vom 20. Juni 2014 über den Schutz der Kulturgüter bei bewaffneten Konflikten sowie der Verordnung vom 29. Oktober 2014 über den Schutz der Kulturgüter bei bewaffneten Konflikten unter Schutz stehen.
Objekte der Kategorie A sind im Gemeindegebiet sind vollständig in der Liste enthalten, Objekte der Kategorie B sind nicht ausgewiesen, Objekte der Kategorie C fehlen zurzeit (Stand: 1. Januar 2023).

## Kulturgüter
| Foto | | Objekt                                                                 | Kat. | Typ | Standort                 | Beschreibung |
| ---- | --- | ---------------------------------------------------------------------- | ---- | --- | ------------------------ | ------------ |
| BW   | Datei hochladen · Wikidata zu Bannholz (jungsteinzeitliche oder bronzezeitliche Grabhügelgruppe) (Q105956056) | Jungsteinzeitliche oder bronzezeitliche Grabhügelgruppe KGS-Nr.: 15777 | A    | F   | Bannholz 672201 / 265500 |              |